# Ložnica s Trnavo
Ložnica s Trnavo este o arie protejată (arie specială de conservare — SAC, sit de importanță comunitară — SCI) din Slovenia întinsă pe o suprafață de 32,99 ha, integral pe uscat.

## Localizare
Centrul sitului Ložnica s Trnavo este situat la coordonatele 46°16′57″N 15°05′52″E / 46.2825°N 15.0979°E.

## Înființare
Situl Ložnica s Trnavo a fost declarat sit de importanță comunitară în aprilie 2013 pentru a proteja 6 specii de animale. Situl a fost protejat și ca arie specială de conservare în aprilie 2015.

## Biodiversitate
Situată în ecoregiunea continentală, aria protejată nu include niciun habitat protejat.
La baza desemnării sitului se află mai multe specii protejate:
- nevertebrate (1): Austropotamobius torrentium
- pești (5): Barbus meridionalis, zvârluga (Cobitis taenia), Leuciscus souffia, boarță (Rhodeus sericeus amarus), dunăriță (Sabanejewia aurata)